# Горобиевка (Черниговская область)
Горобиевка (укр. Горобіївка) — село в Прилукском районе Черниговской области Украины. Население 420 человек. Занимает площадь 0,209 км².
Код КОАТУУ: 7425182301. Почтовый индекс: 17351. Телефонный код: +380 4639.

## Власть
Орган местного самоуправления — Сребнянская поселковая община. Почтовый адрес: 17300, Черниговская обл., Прилукский р-н, п. Сребное, ул. Мира, 43а.

## История
В ХІХ столетии село Горобиевка было в составе Иванковской волости Прилукского уезда Полтавской губернии. В селе была Успенская церковь.